# Distrito Regional de Okanagan-Similkameen
O Distrito Regional de Okanagan-Similkameen (enumerado como 21) é um dos 29 distritos regionais da Colúmbia Britânica, no oeste do Canadá. No censo de 2011, a população era de 80.742 habitantes. O distrito cobre uma área de terra de 10.413,44 quilômetros quadrados. Os escritórios administrativos estão na cidade de Penticton.